# Nihal de la Terre du Vent
Nihal de la Terre du Vent (titre original : Nihal della terra del vento) est un roman de fantasy écrit par Licia Troisi et publié en 2004. Il constitue le premier tome de la trilogie des Chroniques du monde émergé. Il a été traduit en français par Agathe Sanz et publié  aux éditions Pocket Jeunesse en 2008.

## Résumé
Nihal, protagoniste de l'histoire, est une demi-elfe qui vit dans Salazar, la tour-cité de la Terre des vents, l'une des Terres du Monde Émergé. Étant une demi-elfe, elle a une apparence différente de celle des autres enfants avec qui elle joue normalement à « faire la guerre » : cheveux bleus, de grands yeux violets et des oreilles pointues. Livon, un forgeron et armurier, est le tuteur légal de la fille qui n'a pas encore conscience de sa nature par son père.
Un jour, elle rencontre Sennar, un apprenti magicien. Nihal, après avoir été battue par le garçon lors d'un duel avec l'utilisation de la magie, perd le poignard offert par Livon. Afin de se venger du garçon, elle aussi veut apprendre l'art de la magie. Elle devient l'élève de Soana, une magicienne puissante membre du Conseil des Mages et aussi la sœur de Livon. Le Conseil est composé de mages de grande expérience pour la protection des Terres Libres du Monde Émergé contre le Tyran. Elle découvre plus tard que Sennar est aussi l'élève de Soana. Le Tyran réside dans la Grande Terre, c'est un mauvais homme, dont le seul but est de conquérir le Monde Émergé, en utilisant la magie noire pour créer des créatures hideuses comme les Fammins, des soldats de son pouvoir et de son exercice inacceptable. Nihal, puissante et imparable dès l'enfance, découvre l'envie de se battre et de devenir le plus habile guerrier. Depuis l'enfance, elle a toujours eu des cauchemars terribles causés par la magicienne Reis, ce qui n'est su que dans le deuxième tome, « La mission de Sennar » et dans le troisième tome, « Le Talisman de Pouvoir ».
Nihal connaît le carnage de la guerre dès l'enfance. Salazar est brûlé et rasé au sol, Livon a été tué sous ses yeux et elle parvient à s'échapper, désespérée et effrayée après avoir tué les assassins de son père. Elle est retrouvée par Sennar dans les bois, inconsciente, et est ramenée chez Soana, qui avait décidé de l'accepter en tant qu'apprentie. Elle lui révèle la vérité sur son passé : elle est la dernière représentante des demi-elfes, exterminés dans le passé par l'armée farouche du Tyran ; Soana avait découvert avec Reis à Seferdi (capitale de la Terre des Jours où la plupart des demi-elfes vivaient avant d'être rasée) un nourrisson dans les bras de sa mère morte, sous d'autres cadavres, qu'elle a ensuite confié à son frère Livon.
Aveuglée par le désir de vengeance, Nihal, après avoir connu le Chevalier du Dragon Fen, est déterminée à entrer dans l'ancien et prestigieux Ordre des Chevaliers du Dragon, dont l'Académie militaire est situé à Makrat (capitale de la Terre du Soleil), où les soldats sont recrutés dans les Terres Libres contre le Tyran. Elle est amenée par Fen au Général Suprême Raven, qui, impassible (étant une demi-elfe et surtout une femme), ne veut pas l'accepter comme recrue. Avec une extraordinaire ténacité et à l'aide de Sennar, Nihal, éhontée, reste dans le siège de l'Ordre jusqu'à ce que Raven décide de la prendre, à condition qu'elle démontre ses prouesses en battant dix des meilleurs guerriers de l'Académie. Comme une enfant, Nihal témoigne d'une immense capacité et d'une prédisposition pour les armes et à combattre, elle passe l'épreuve imposée par Raven, quoique avec beaucoup de difficulté.
Sennar, après des journées d'études intenses, est reçu au sein du Conseil des Mages avec quelques appréhensions, puisqu'au début, étant donné son jeune âge, les mages ne veulent pas l'admettre. Il est devenu conseiller de la Terre des Vent auprès de Soana et est donc constamment engagé dans son travail, tant convoité dans le passé. Cependant l'arrivée de la nouvelle de la mort de Fen, compagnon de Soana, dont Nihal était amoureuse, bouleverse la magicienne, qui démissionne.
L'Ordre apprend à Nihal diverses techniques de combat qu'elle n'avait jamais connues avant et améliore considérablement la jeune demi-elfe. Elle est initialement mal à l'aise dans ce milieu, mal vue par tous et discriminée, parce qu'une femme est considérée comme différente. Le général suprême décide ensuite de l'envoyer auprès du gnome Ido, Chevalier du Dragon, qui sera son futur maître, pour compléter la formation. Avec lui, il sait vraiment ce qui est et ce qui mène à la guerre. Ido estime qu'elle n'est pas encore totalement prête à se battre, poussée uniquement par la vengeance. Nihal comprend la décision du gnome et part trois mois loin de la bataille.
Pendant son absence au camp, Nihal vit au domicile d'Eleusi, guérisseuse du village, et de son fils, à qui Nihal avait sauvé la vie lors d'une attaque par des loups dans la forêt neigeuse. Elle établit une excellente relation avec les deux, mais est contrainte de partir pour la guerre, au camp de la Terre du Soleil, avec Ido. Sennar, dans l'intervalle, est constamment occupé et un ami de longue date lui rend une petite visite.